# Sant Martí de Coforb
Sant Martí de Coforb és una església del municipi de Capolat (Berguedà) inclosa en l'Inventari del Patrimoni Arquitectònic de Catalunya. Al costat esquerre de l'església hi trobem el cementiri i al darrere, la rectoria. Hi ha altres masies a prop com ara Rossinyol o ca l'Alent.

## Descripció
Conjunt d'una petita església d'una sola nau, el cementiri al seu costat i una casa annexa. L'església es conserva en mal estat. És de planta rectangular, ubicada en un terreny en cert desnivell, d'aquí que l'accés pels peus es faci a través de graons. Aquesta porta és una obra posterior, un arc escarser de maó flanquejat per falses pilars, també de maó. El parament és de pedra sense treballar, de diverses dimensions i disposada en filades després arrebossat. Sobre la porta hi ha un petit òcul i rematant la façana, un campanar d'espadanya de dos ulls. La coberta és a dues aigües feta de teula àrab.

## Història
El primer cop que trobem esmentada Sant Martí de Coforp és el 839. El 1813 data a la llinda de la porta de migjorn de l'església.